# Indywidualne Mistrzostwa Wielkiej Brytanii na Żużlu 1964
Indywidualne mistrzostwa Wielkiej Brytanii na żużlu – cykl turniejów żużlowych mających wyłonić najlepszych żużlowców brytyjskich. Tytuł wywalczył Barry Briggs z Swindon Robins. 

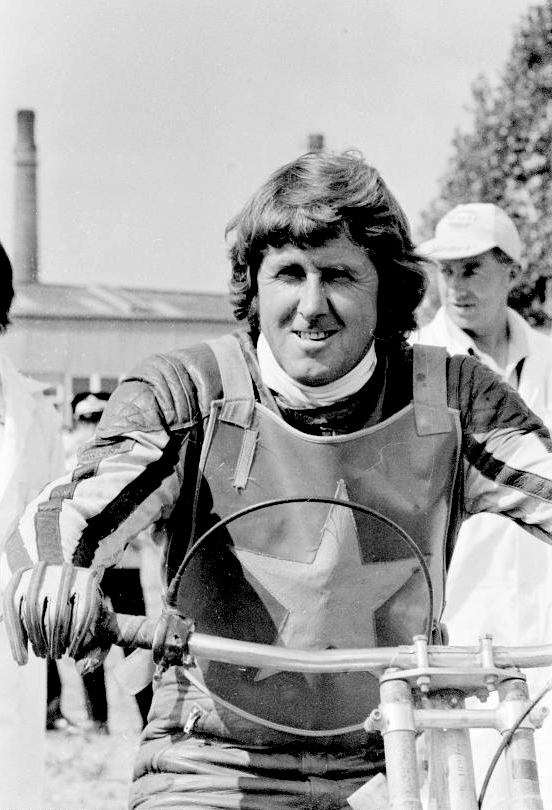
Barry Briggs - mistrz Wielkiej Brytanii 1964

## Finał
- 29 sierpnia 1964 r. (sobota),  Londyn - Wembley

| Msc. | Zawodnik            | Klub           | Pkt |  |  |
| ---- | ------------------- | -------------- | --- |  |  |
| 1    | Barry Briggs        | Swindon Robins | 15  |  |  |
| 2    | Ken McKinlay        | Coventry Bees  | 14  |  |  |
| 3    | Ron How             | brak danych    | 13  |  |  |
| 4    | Cyril Maidment      | brak danych    | 11  |  |  |
| 5    | Mike Broadbank      | brak danych    | 11  |  |  |
| 6    | Bob Andrews         | Wimbledon Dons | 10  |  |  |
| 7    | Nigel Boocock       | Coventry Bees  | 8   |  |  |
| 8    | Dick Fisher         | brak danych    | 7   |  |  |
| 9    | Jim Lightfoot       | brak danych    | 6   |  |  |
| 10   | Trevor Hedge        | Norwich Stars  | 5   |  |  |
| 11   | Ron Mountford       | brak danych    | 5   |  |  |
| 12   | Jimmy Gooch         | brak danych    | 4   |  |  |
| 13   | Bryan Elliott       | brak danych    | 4   |  |  |
| 14   | Billy Bales         | brak danych    | 3   |  |  |
| 15   | Brian Brett         | brak danych    | 2   |  |  |
| 16   | Tadeusz Teodorowicz | brak danych    | 2   |  |  |